# Калинешти (Марамуреш)
Калинешти (рум. Călineşti) насеље је у Румунији у округу Марамуреш у општини Калинешти. Oпштина се налази на надморској висини од 398 m.

## Историја
У месту је подигнута 1663. године дрвена православна црква посвећена Рођењу Богородице (Малој Госпојини). Пољак иконописац, Александар Панехомски је 1754. године насликао у цркви зидне слике. Међу ликовима светитеља налазе се и српски — Св. Сава и његов отац Св. Симеон. Исти иконописац је радио 1760. године и иконостас у месту Сарби-Сусани (Срби).

## Становништво
Према подацима из 2002. године у насељу је живело 3410 становника.

### Попис2002.
| Расподела становништва по националности 2002.‍ | Расподела становништва по националности 2002.‍ | Расподела становништва по националности 2002.‍ | Расподела становништва по националности 2002.‍ | Расподела становништва по националности 2002.‍ |
| --------------------------------------------- | --------------------------------------------- | --------------------------------------------- | --------------------------------------------- | --------------------------------------------- |
|                                               |                                               |                                               |                                               |                                               |
| Румуни                                        | Румуни                                        |                                               | 3.404                                         | 99,9%                                         |
| Украјинци                                     | Украјинци                                     |                                               | 4                                             | 0,1%                                          |

### Хронологија
| Година       | 1992 | 1993 | 1994 | 1995 | 1996 | 1997 | 1998 | 1999 | 2000 | 2001 | 2002 | 2003 | 2004 | 2005 | 2006 | 2007 | 2008 | 2009 | 2010 | 2011 | 2012 | 2013 | 2014 | 2015 | 2016 | 2017 |
| ------------ | ---- | ---- | ---- | ---- | ---- | ---- | ---- | ---- | ---- | ---- | ---- | ---- | ---- | ---- | ---- | ---- | ---- | ---- | ---- | ---- | ---- | ---- | ---- | ---- | ---- | ---- |
| Становништво | 3755 | 3685 | 3672 | 3640 | 3641 | 3619 | 3593 | 3576 | 3552 | 3529 | 3494 | 3482 | 3466 | 3430 | 3395 | 3371 | 3327 | 3281 | 3267 | 3275 | 3250 | 3232 | 3204 | 3172 | 3156 | 3125 |